# Secuii din Bucovina

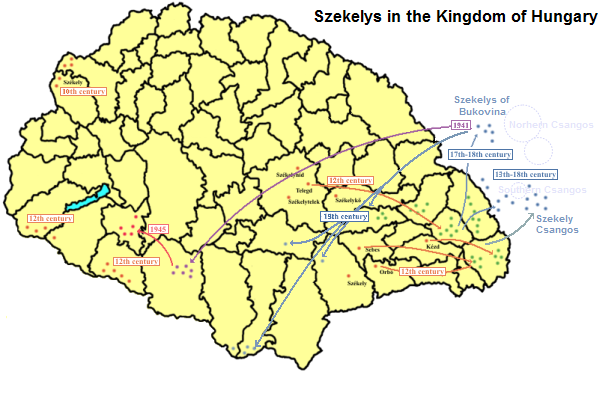
Migrarea secuilor

Secuii din Bucovina sunt un mic grup etnic maghiar cu o istorie aparte. Ei s-au stabilit în Bucovina în perioada stăpânirii austriece (1775-1918).
Aceștia au emigrat în număr considerabil după anul 1941 în județele Tolna și Baranya din Ungaria, în județul Hunedoara din Transilvania (România) și în provincia sârbă Voivodina.
Din punct de vedere etnic, populația coloniilor maghiare este alcătuită în principal din secui transilvăneni.

## Istoric

### Colonizarea

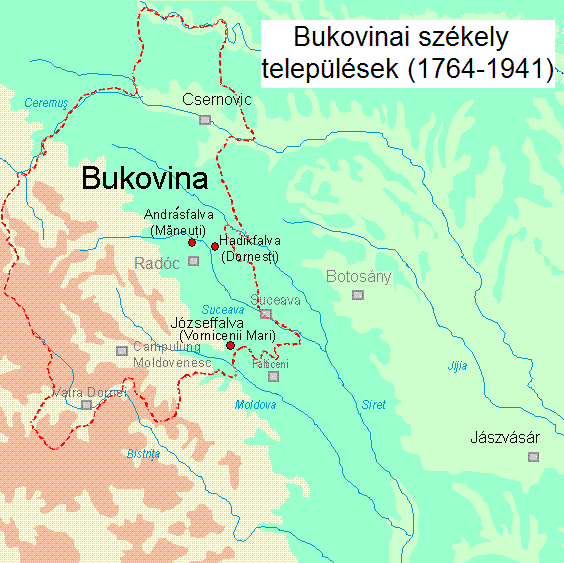
Satele secuiești din Bucovina

Colonizarea maghiară a Bucovinei a început în perioada 1776-1777 și a cunoscut apogeul între anii 1785-1786. Satele de secui erau sate în care activitatea economică era reprezentată de cultivarea pământului și creșterea animalelor, beneficiind de prosperitatea orașului Rădăuți, în a cărui apropiere secuii puteau să-și vândă produsele agricole la un preț bun.
În a doua jumătate a secolului al XVIII-lea grupuri importante de secui din Transilvania au emigrat în provincia Bucovina, unde au fondat sate noi, păstrându-și cultura și tradițiile populare până în secolul al XX-lea. Cauza emigrării a fost organizarea Zonei de Frontieră secuiască de către Imperiul Habsburgic, ceea ce a pus în pericol vechile privilegii și drepturi ale secuilor. Secuii au protestat atunci împotriva încorporării (conscripțiilor) forțate în nou-înființatele regimente secuiești ale graniței militare, dar adunarea lor de la Madéfalva (azi Siculeni din județul Harghita) a fost dispersată de către generalul imperial Josip Siskovics la 7 ianuarie 1764. În acest masacru (cunoscut sub denumirea de Masacrul de la Siculeni) mai mult de 400 secui au fost uciși. După aceste evenimente, aproximativ 1.000 de secui au emigrat în Bucovina vecină, care era atunci o parte a Principatului Moldovei, aflat sub suzeranitatea Imperiului Otoman.
După ce nordul Moldovei (Bucovina) a fost ocupat de Imperiul Habsburgic în 1774, a început un nou val de migrație secuiască. În 1776 100 de familii de secui s-au stabilit pe acest teritoriu slab populat. În 1784 și 1786 mai mult de 200 de familii au sosit aici cu sprijinul împăratului Iosif al II-lea al Austriei și a contelui Andrei Hadik, guvernatorul Transilvaniei. Satele secuiești din Bucovina au fost: Istensegíts („Dumnezeu ne ajută!”, azi Țibeni), Fogadjisten (înființat în 1776, în traducere „Fie voia lui Dumnezeu!”, azi Iacobești), Józseffalva (înființat în 1785, azi Vornicenii Mari), Hadikfalva (azi Dornești) și Andrásfalva (înființat în 1786, azi Măneuți).

### Emigrarea

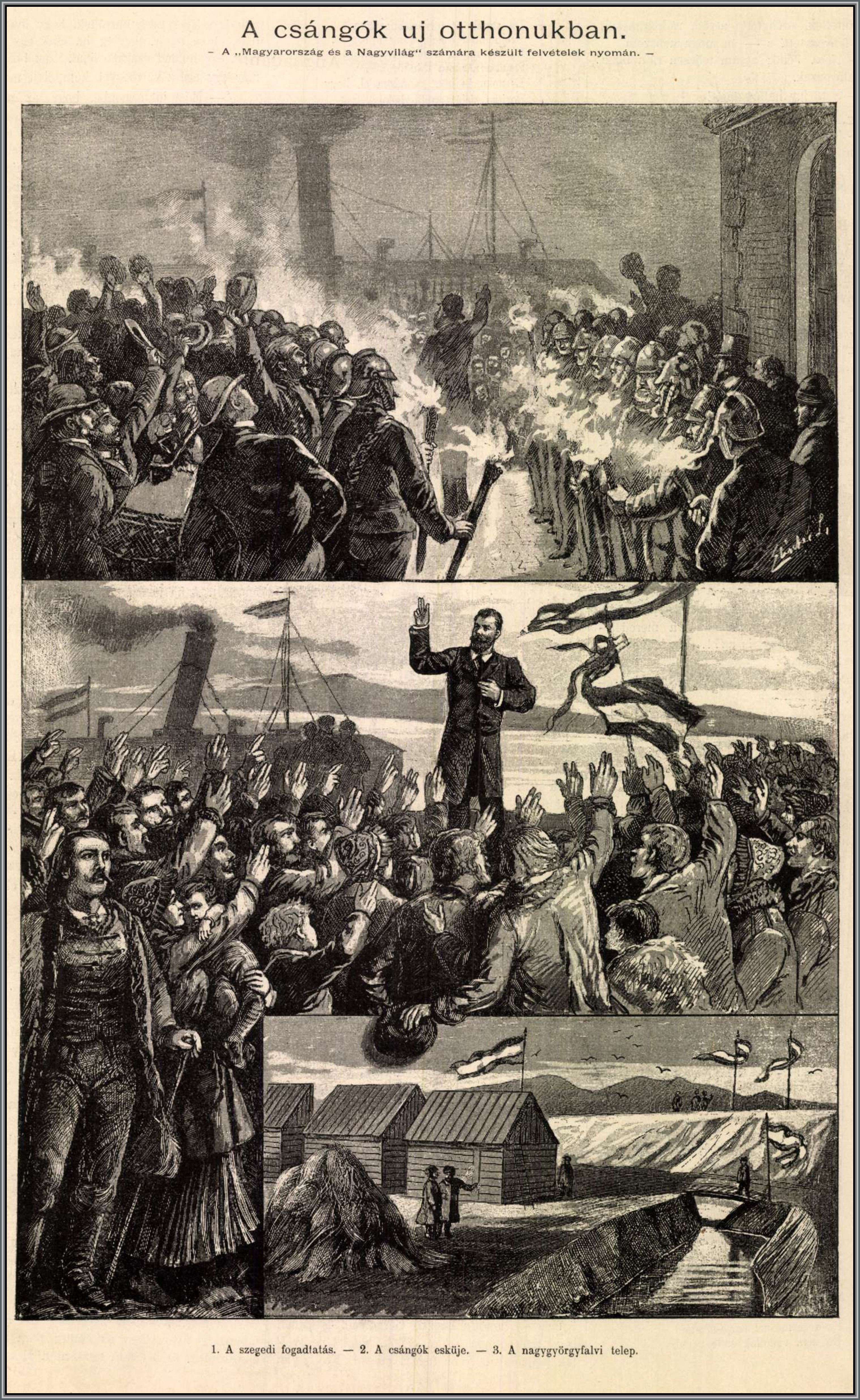
Recolonizarea secuilor din Bucovina (numiți în Ungaria ceangăi) în viziunea artistului hu în ziarul hu (1883), de sus în jos:
1. Sosirea în Seghedin;
2. Cuvântarea;
3. Colonizarea satului Nagygyörgy, astăzi parte a Ivanovo, Banatul de Sud (Sándoregyháza).

Numărul secuilor din Bucovina s-a triplat în secolul al XIX-lea. În 1880 trăiau 9.387 maghiari, în 1890 8.136, în 1910 10.391 și în 1930 11.860. Acesta este una dintre puținele populații alogene din Bucovina, alături de evrei, care nu și-a diminuat numărul între 1910 și 1930.
Plecarea unui număr mare de secui din Bucovina (13.32%) la sfârșitul secolului al XIX-lea se explică probabil printr-o serie de oportunități de care a beneficiat această populație în anii 1880-1890 prin colonizarea maghiară pe teritoriul Transleitaniei (Regatul Ungariei) din cadrul Imperiului Austro-Ungar.
Faptul că Bucovina a fost atribuită Austriei (odată cu înființarea Imperiului Austro-Ungar în 1867) a determinat pe o serie de lideri maghiari ai epocii să ceară repatrierea minorității maghiare pentru a-și concentra eforturile de colonizare (maghiarizare) a Transilvaniei și Voivodinei. În plus, nivelul de viață al secuilor s-a înrăutățit, în principal din cauza suprafețelor mici ale terenurilor agricole, iar mulți dintre ei și-au părăsit casele lor temporar sau permanent. În 1883 guvernul Ungariei a colonizat 4.000 de secui sărăciți în apropierea malurilor Dunării de Jos, în noile sate Hertelendyfalva, Sándoregyháza și Székelykeve. Această parte a Banatului a fost inclusă în Iugoslavia în 1918.
De asemenea, au fost colonizați circa 2.500 - 3.000 secui bucovineni în localități din sudul Transilvaniei: Ghioroc (comitatul Arad, 1883), Deva (1888-1892 și 1910), Hunedoara (1892), Babsára (comitatul Timiș, 1900), Vița (comitatul Cluj, 1900), Nimigea de Jos (comitatul Bistrița-Năsăud, 1900), Luduș (comitatul Solnoc-Dăbâca, 1905) și Streisângeorgiu și Cristur (ambele din comitatul Hunedoara, 1910).
Alte familii secuiești au emigrat în Canada și Brazilia. În Canada, s-au stabilit între anii 1905-1914 în localitățile Hapkins, Székelyföld, Máriavölgy, Hamilton, Regina, Punnichy și Eszterháza, iar în Brazilia în localitatea Boldogasszonyfalva (1924).
În 1918 Bucovina a devenit parte a României și secuii s-au simțit marginalizați și excluși, fără a mai beneficia de educație în limba maghiară. Mulți dintre ei au așteptat ajutor și soluții la problemele financiare din partea Ungariei.

### Impactul celui de-al doilea război mondial
După ce în 1941 teritoriul Bácska (Voivodina), pierdut în 1918, a revenit Ungariei, guvernul de la Budapesta a început colonizarea zonei cu secui bucovineni. Colonizarea secuilor din Bucovina pe teritoriul comitatului Bačka (smuls de la Iugoslavia) a fost parte a politicii de întărire a comunității maghiare locale, ca o contrabalansare la colonizărilor sârbești (cu sârbi din vechea Serbie) întreprinse de guvernul de la Belgrad intre 1918 și 1941. Majoritatea comunității secuiești din Bucovina (de 13.200 de persoane) a plecat din România și, în temeiul tratatului dintre Ungaria și România, secuii au pierdut cetățenia română și toate averile lor. În schimb, ei au primit casele și terenurile confiscate de la coloniștii sârbi, în partea de sud a comitatului Bácska.
La 6 aprilie 1941 au fost recenzați 9.132 maghiari, constatându-se o scădere de 23% a populației maghiare în comparație cu 1930. Cea mai mare parte a populației maghiare încă prezentă în Bucovina a emigrat în următoarele luni din cauza unei înăspriri la adresa lor a legislației românești.
La 8 octombrie 1944 Ungaria a evacuat teritoriul Bácska (ca urmare a ofensivei partizanilor conduși de Iosip Broz Tito) și secuii au fost nevoiți să se refugieze din nou, de data aceasta în Transdanubia. Ei și-au pierdut iarăși toate proprietățile și au devenit emigranți apatrizi fără adăpost. În perioada 1945-1946 secuii au fost colonizați din nou, în principal în fostele sate germane din județul Tolna. Deși au existat tensiuni între aceștia și populația germană rămasă, în cele din urmă ei au format comunități puternice și înfloritoare. În prezent secuii din Tolna sunt mândri de istoria și obiceiurile lor populare. Ei au propria organizație: Asociația Națională a Secuilor Bucovineni (Bukovinai Székelyek Országos Szövetsége), cu sediul în orașul Bonyhád.
În 1977 comunitatea secuiască din Bucovina mai număra doar 551 de persoane (după naționalitate). În 1992 secuii nu erau mai mulți de 505. Se poate presupune că, în ciuda unei diminuări relativ mici (8,3%) a comunității maghiare între 1977 și 1992 și apoi între 1993 și 1999, numărul maghiarilor a scăzut de atunci cu siguranță din cauza numeroaselor plecări fie către regiunile de origine, fie către Ungaria (mai ales la începutul anilor 1990).

## Vezi și
- Secui
- Bucovina
- Skorenovac (Székelykeve)